# 黒田かすみ
黒田 かすみ（くろだ かすみ、4月6日 - ）は、日本の漫画家。北海道出身。血液型はB型。
デビュー作は1988年に『月刊ASUKA』（角川書店）に掲載された『インディアン・チェイス』。代表作は『Vice』（角川書店）など。

## 作品リスト

### 書籍
- 『花嫁にキスをしたら』原作：キャサリン・グレンジャー、2004年6月1日
- 『気まぐれな姉』原作：ジェシカ・スティール、2005年1月6日
- 『砂漠の貴公子』原作：バーバラ・フェイス 2005年9月1日
- 『ダイヤモンド・ガール』原作：ダイアナ・パーマー、2005年9月21日
- 『大人への階段』原作：ダイアナ・パーマー、2006年1月6日
- 『愛の森』原作：モーラ・マクギブニー、2006年5月1日
- 『よみがえる情熱』原作：ダイアナ・パーマー、2006年5月20日
- 『恋は嵐に似て』原作：マーガレット・ウェイ、2007年1月6日
- 『シャンパンは恋の媚薬』原作：リー・ウィルキンソン、2007年8月1日
- 『金の星に願いを』原作：メアリ・バログ 2007年12月1日
- 『一夜だけのイヴ』原作：スーザン・ネーピア、2008年6月2日
- 『婚礼の夜に』原作：エリザベス・ロールズ、2008年10月1日
- 『嘘に満ちた結婚』原作：ゲイル・デイトン、2009年12月1日発売[2]、ISBN 978-4-596-95186-1
- 『雪のプロローグ』原作：アン・グレイシー、2010年3月11日発売[3]、ISBN 978-4-596-97063-3
- 『公爵に舞い降りた天使』原作：バーバラ・カートランド、2011年9月1日発売[4]、ISBN 978-4-7767-3157-3
- 『クリスマス・ウィッシュ』原作：ショーナ・デラコート、2011年12月1日発売[5]、ISBN 978-4-596-95375-9
- 『黙ってキスして』原作：ハナ・バーナード、2012年8月1日発売[6]、ISBN 978-4-596-95442-8
- 『秘書とボスの心得』原作：キャロル・マリネッリ、2012年12月3日発売[7]、ISBN 978-4-596-95473-2
- 『花嫁の禁じられた情熱』原作：アン・メイジャー、2013年4月1日発売[8]、ISBN 978-4-596-95504-3
- 『闇を揺さぶる誘惑』原作：スーザン・ネーピア、2013年6月11日発売[9]、ISBN 978-4-596-97305-4
- 『恋はひそやかに』原作：ミランダ・リー、2014年9月1日発売[10]、ISBN 978-4-596-95623-1
- 『ぼくのマーメイド』原作：エリザベス・デューク、2015年1月5日発売[11]、ISBN 978-4-596-95658-3
- 『聖夜に降る雪』原作：キャシー・ウィリアムズ、2016年12月1日発売[12]、ISBN 978-4-596-95835-8
- 『誘惑の夜は明けて』原作：エミリー・ローズ、2019年3月30日発売[13]、ISBN 978-4-596-58655-1
- 『冷たい求婚者』原作：キム・ローレンス、2020年2月12日発売[14]、ISBN 978-4-596-97824-0
- 『ナニーは逃げ出した花嫁』原作：マリーン・ラブレース、2021年10月1日発売[15]、ISBN 978-4-596-01374-3